# Остин Холинс
Остин Холинс (енгл. Austin Hollins; Чандлер, Аризона, 8. новембар 1991) амерички је кошаркаш. Игра на позицијама бека и крила.

## Каријера
По окончању студија на Универзитету Минесота, Холинс није одабран на НБА драфту 2014. године. Први ангажман је имао у француском друголигашу Данену, где је провео две сезоне. Након тога је годину дана играо у Финској за Кахајоки Карху. 
Две године је затим провео у немачкој Бундеслиги. У сезони 2017/18. био је играч Гисен фортисиксерса а наредну 2018/19. провео је у екипи Раста Вехта. У јулу 2019. потписао је уговор са Зенитом из Санкт Петербурга. Наредне две сезоне је провео у Зениту а поред ВТБ јунајтед лиге са клубом је играо и у Евролиги.
У августу 2021. године потписао је једногодишњи уговор са Црвеном звездом. Са Црвеном звездом је у сезони 2021/22. освојио Јадранску лигу, Куп Радивоја Кораћа и првенство Србије. У јуну 2022. потписао је уговор са Макабијем из Тел Авива. У Макабију је провео годину дана, с тим што се у јануару 2023. повредио након чега је пропустио остатак сезоне. Дана 11. децембра 2023. потписао је краткорочни уговор са Жалгирисом из Каунаса. Напустио је литвански клуб месец дана касније. Недуго затим потписао је за атински АЕК до краја 2023/24. сезоне.

## Успеси

### Клупски
- Црвена звезда:
  - Првенство Србије (1): 2021/22.
  - Јадранска лига (1): 2021/22.
  - Куп Радивоја Кораћа (1): 2022.

## Приватни живот
Остин Холинс потиче из кошаркашке породице и син је бившег НБА играча и тренера Лајонела Холинса који је освајао титуле у НБА лиги као играч Портланда (1977) и помоћни тренер Лос Анђелес лејкерса (2020).